# Martin Shkreli

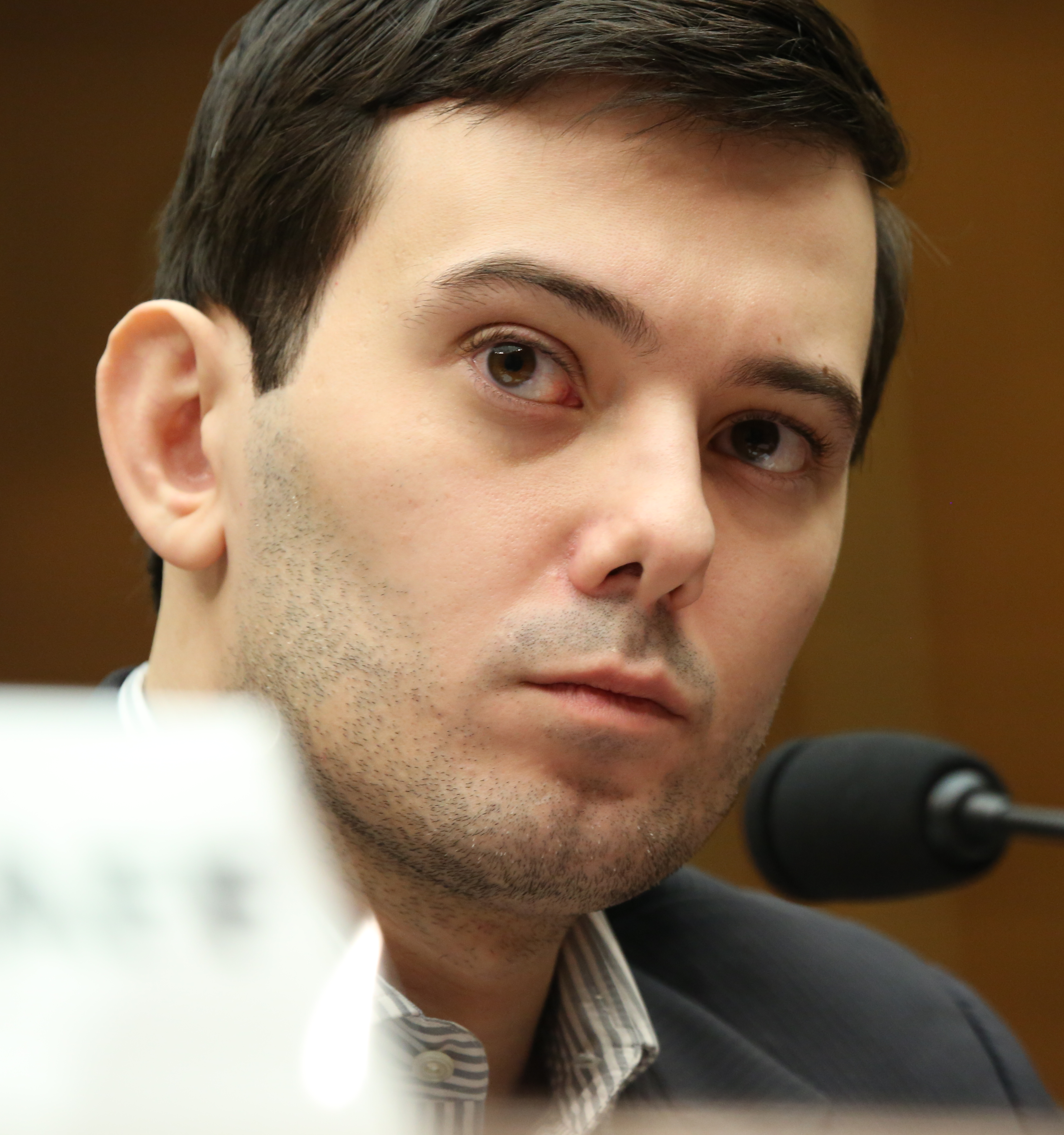
Martin Shkreli in 2016

Martin Shkreli (Brooklyn (New York), 17 maart 1983) is een Amerikaanse ondernemer en bestuurder van farmaceutische en financiële bedrijven. Hij is mede-oprichter van het hedge fund MSMB Capital Management. Ook is hij mede-oprichter en voormalig bestuursvoorzitter van het biotechnologie bedrijf Retrophin LLC en van Turing Pharmaceuticals AG. In september 2015 kreeg Shkreli veel kritiek toen Turing het productierecht van het medicijn Daraprim kocht en de prijs van het medicijn met meer dan 5000% liet stijgen, van $13,50 naar $750 per pil.
Op 17 december 2015 werd Shkreli gearresteerd door de FBI op verdenking van beursfraude en is vrijgelaten op borgtocht. Hij is daarom afgetreden als bestuursvoorzitter van Turing Pharmaceuticals en is opgevolgd door Ron Tilles.
In augustus 2017 werd Shkreli schuldig bevonden aan fraude, zijn straf werd later bepaald. Hij kon een celstraf van maximaal twintig jaar krijgen.
Shkreli was in afwachting van zijn veroordeling op vrije voeten tegen een borg van 5 miljoen dollar. In september 2017 besloot een Amerikaanse rechter dat hij weer terug de cel in moest. De reden was een tweet waarin hij een beloning uitloofde van vijfduizend dollar voor een ieder die een haar met follikel van de voormalige presidentskandidaat Hillary Clinton wist te bemachtigen. Volgens de rechter was de oproep "een ernstige bedreiging". In 2018 werd hij veroordeeld tot zeven jaar cel.
Naar aanleiding van de prijsstijgingen van Daraprim werd het Shkreli in januari 2022 door een Amerikaanse federale rechter voor het leven verboden om in de farmaceutische industrie werkzaam te zijn. Bovendien kreeg hij een boete opgelegd van 64,6 miljoen dollar.